# حبر (مذيخرة)

تعديل مصدري - تعديل

حبر محلة تابعة لقرية الشحيم، التابعة لعزلة بني مليك بمديرية مذيخرة إحدى مديريات محافظة إب في الجمهورية اليمنية، بلغ تعداد سكانها 68 حسب تعداد اليمن لعام 2004.